# Flasksesamsläktet

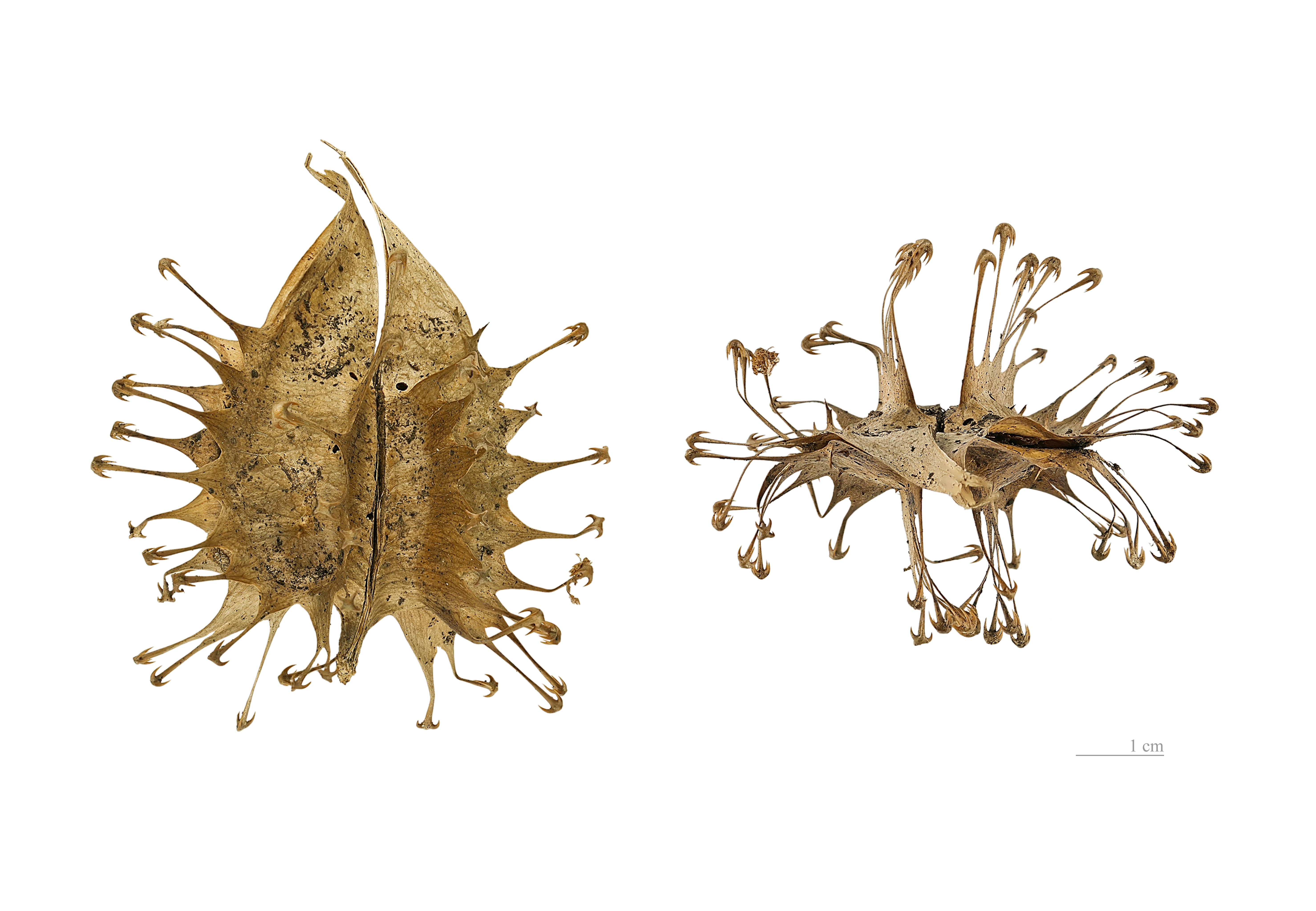
Uncarina ankaranensis

Flasksesamsläktet (Uncarina) är ett ganska litet endemiskt växtsläkte som tillhör familjen sesamväxter. Uncarina kan endast påträffas naturligt på den västra delen av Madagaskar, men förekommer även som krukväxter i Sverige.
Dess arter är små träd med flasklik stam och samtliga är suckulenter. De har trattformade blommor och den efterföljande frökapseln har långa taggar som i änden avslutas med en krok. Det är vanligt att dessa krokar fastnar i pälsen på ett förbipasserade djur, vilket utökar dessa växters utbredningsområde.